# David Herald
David Herald est un astronome amateur australien.
Le Centre des planètes mineures le crédite de la découverte de trois astéroïdes, effectuées entre 2005 et 2006.
En 2007 il a reçu le prix Homer F. DaBoll pour avoir développé un programme informatique pour calculer les occultations par des astéroïdes.
L'astéroïde (3696) Herald est nommé en son honneur.
| (202614) Kayleigh | 30 avril 2006 |